# Ryszard Kubiak (reżyser)
Ryszard Roman Kubiak (ur. 2 sierpnia 1938 r. w Gdyni, zm. 19 grudnia 2020 w Warszawie) – polski aktor, reżyser teatralny i animator kultury.

## Życiorys
Absolwent Państwowej Wyższej Szkoły Teatralnej w Warszawie (1958), Wydziału Dziennikarstwa Uniwersytetu Warszawskiego oraz Państwowej Wyższej Szkoły Filmowej, Telewizyjnej i Teatralnej im. Leona Schillera w Łodzi. Występował na deskach Teatru Ateneum w Warszawie oraz Teatru Polskiego w Warszawie, w spektaklach takich reżyserów jak Konrad Swinarski, Kazimierz Dejmek, Jan Kreczmar, Jacek Woszczerowicz, Erwin Axer, Aleksander Bardini, Jan Kulczyński, Wojciech Siemion, Krystyna Skuszanka i Jerzy Krasowski. Reżyserował na deskach Teatru Dramatycznego im. Aleksandra Węgierki w Białymstoku (1973, 1976), Teatru Ziemi Pomorskiej w Grudziądzu (1976), Teatru Muzycznego we Wrocławiu (1978-1979) oraz Teatru Wielkiego w Łodzi (1988). 
Był dyrektorem artystycznym polskiego programu kulturalnego na Światowym Festiwalu Młodzieży w Hawanie, dyrektorem Dni Kultury Polskiej w Moskwie. Przez kilka lat pracował we Francji jako dyrektor Teatru Creteil pod Paryżem, gdzie współpracował z największymi twórcami telewizji i teatru, między innymi Jean-Christophem Avertym i Jean-Louisem Barraultem. Założyciel i dyrektor generalny Narodowego Centrum Sztuki Cyrkowej w Chalons-en-Champagne.
Od kwietnia 2003 był związany z Instytutem Adama Mickiewicza jako Komisarz Generalny Sezonu Polskiego we Francji „Nova Polska”. Pełnił także obowiązki dyrektora Instytutu Adama Mickiewicza. Dyrektor generalny Fundacji Ogrody Muzyczne.
Komandor Orderu Sztuki i Literatury (2011) oraz Zasłużony dla Kultury Polskiej. W 2011 został też odznaczony Srebrnym Medalem „Zasłużony Kulturze Gloria Artis”. W listopadzie 2020 otrzymał Odznakę Honorową Zasłużonego dla Warszawy, wręczoną pośmiertnie w lipcu 2021.